# Piimäjärvi
Piimäjärvi är en sjö i kommunen Kides i landskapet Norra Karelen i Finland. Sjön ligger 79,2 meter över havet. Den är 3,93 meter djup. Arean är 4,63 kvadratkilometer och strandlinjen är 16 kilometer lång.  Den  ingår i Vuoksens huvudavrinningsområde.  Sjön ligger omkring 44 kilometer söder om Joensuu och omkring 350 kilometer nordöst om Helsingfors. 
I sjön finns öarna Lokkiluoto, Villensaaret, Nuottasaari och Kielosaari. Den sydöstra delen av sjön utgörs av Piimälampi. Nordöst om Piimäjärvi ligger sjön Särkijärvi. 
I omgivningarna runt Piimäjärvi växer i huvudsak blandskog.